# Helen Clarke
Helen Clarke, MNZM (* 16. April 1971 in Auckland) ist eine ehemalige neuseeländische Hockeyspielerin. Clarke stand zwischen 1991 und 2004 im Tor der neuseeländischen Hockeynationalmannschaft und bestritt insgesamt 166 Länderspiele.
Sie nahm 1992 in Barcelona (ohne Einsatz), 2000 in Sydney und 2004 in Athen an den Olympischen Spielen teil. Außerdem spielte sie bei zwei Weltmeisterschaften (1998, 2002), zwei Commonwealth Games (1998, 2002) und vier Champions Trophies (1999, 2000, 2002, 2004).
Nach den Olympischen Spielen 2004 beendete Clarke ihre Karriere. Im Januar 2005 wurde sie mit dem neuseeländischen Order of Merit ausgezeichnet.